# IC 289
IC 289是在仙后座的一個行星狀星雲。它它靠近10等的恆星BD +60° 0631，是路易斯·斯威夫特（英語：Lewis Swift）在1888年9月初發現的。馬丁（英語：N.J. Martin）將IC 289描述為"一顆漂亮的行星狀星雲，像顆黯淡圓形行星。均勻的橢圓形圓盤顯示出的亮度有一些不規則性，但在邊緣處沒有明顯變亮。" 
行星狀星雲的中心恆星是一顆O型星，光譜類型為O(H)。

## 外部連結
- 维基共享资源上的相關多媒體資源：IC 289
- http://www.noao.edu/outreach/aop/observers/ic289.html （页面存档备份，存于）